# Бранденбург
Бра́нденбург (от полаб. Бранибор, нем. Brandenburg, н.-луж. Bramborska, в.-луж. Braniborska, произношениео файле) — земля в Германии.
Официальное название: Земля Бранденбург (Land Brandenburg). Столица — город Потсдам.

## Происхождение названия
Есть разные теории о происхождении слова. Согласно славянской теории, название города Бранденбург, в честь которого названа эта земля, восходит к распространённому славянскому топониму Бранибор или Бранный Бор, то есть «оборонный (пограничный) лес».
По другой версии, название происходит от германского слова «brenan» (ср. нем. brennen жечь, гореть) и означает «город, возникший на месте выжженного леса» (выкорчёвывание леса в древности производили огнём).
Согласно третьей версии, название города и земли связано с монастырём Святого Брендана, основанным в здешних местах в VII—VIII веках ирландскими миссионерами.

## География
Бранденбург расположен на востоке Северо-Германской низменности, граничит на западе с Саксонией-Анхальтом, на севере с Мекленбург-Передней Померанией, на востоке с Польшей, на юге с Саксонией. Сердцем Бранденбурга является Берлин, однако, не входящий в его состав и представляющий отдельную федеральную землю. 30 % территории земли занимают леса. По территории Бранденбурга пролегает восточная часть Среднегерманского канала.

## История
В настоящее время в некоторых источниках утверждается, что германские племена, такие как семноны и некоторые другие, покинули территорию современной земли Бранденбург в ходе Великого переселения народов и на «освободившихся» землях «появились» славянские поселения. Хотя некоторыми исследователями отмечается, что многие названия «германских племён», населявших в древности (по сообщениям античных источников) земли, соответствующие современной восточной Германии, в том числе и Бранденбургу, очень похожи с названиями проживавших там же в Средневековье славянских племён, из чего делается вывод, что славяне, якобы, пришли в эти земли «во время великого переселения народов», но, несмотря на то, что оно часто повторяется, на самом деле, не совсем обосновано.
На первом этапе немецкого продвижения на восток в 929 году войско короля восточных франков Генриха I Птицелова захватило территории гевелов, с центром в современном Бранденбурге-на-Хафеле, и обложило население данью. Для христианизации славян были основаны Хафельбергское и Бранденбургское епископства, подчинявшиеся Магдебургскому архиепископству. В постоянно нараставшей напряжённой обстановке славянские племена объединились в Лютичский союз. В ходе поднятого ими в 983 году восстания славянам удалось отвоевать свои земли. Более чем на сто лет попытка немцев завоевать земли к востоку от Эльбы была отражена. Но вследствие завоевательной политики Священной Римской империи и Польши, территория постоянно находилась на военном положении.
В 1150 году умер бездетный князь гевелов Прибислав-Генрих. Его земли по наследству перешли Альбрехту Медведю. Однако на них претендовал также Якса из Копаницы, князь другого славянского племени — шпреванов. Ему удалось в 1153 году захватить крепость Бранденбург (Бранибор) и владеть ею до 1157 года, когда в кровавой битве её окончательно завоевал Альбрехт. Этот день считается датой основания Бранденбургской марки, которая стала усиленно заселяться немцами и фламандцами. До начала XV века немцы и венды жили вместе, но в раздельных поселениях. После смерти последнего из Асканиев в 1320 году, у власти в Бранденбурге находились слабые правители из Виттельсбахов и затем Люксембургов, и Бранденбургская марка страдала от рыцарей-грабителей.
В 1411 году бранденбургские земли были переданы в управление дома Гогенцоллернов, в 1415 году им был присвоен титул курфюрстов. Гогенцоллернам удалось навести порядок в Бранденбурге и восстановить центральную власть. Уничтоженная Тридцатилетней войной обнищавшая Бранденбургская марка начала постепенно восстанавливаться после 1640 года при «великом курфюрсте» Фридрихе Вильгельме. Этот процесс был прерван на некоторое время в связи с нападением шведов в 1674—1675 годах. «Великий курфюрст» и генерал Георг фон Дерфлингер одержали решающие победы в битвах при Ратенове, Науэне и в особенности в сражении при Фербеллине. История Бранденбурга в 1701—1946 годы неразрывно связана с историей прусского государства. В Пруссии Бранденбург играл ключевую роль и был самой крупной прусской провинцией. В 1920 году по закону о Большом Берлине из состава Бранденбурга в отдельное административное образование выделился Берлин.
В конце Второй мировой войны территория Бранденбурга была оккупирована советскими войсками, до самого развала в Бранденбурге дислоцировались части и соединения 20-й гвардейской и часть сил 2-й гвардейской танковой армий из состава ГСВГ. Территории к востоку от линии Одер-Нейсе по решению союзников, под давлением Сталина, отошли к Польше.
После 1945 года на территории советской зоны оккупации Германии была образована провинция Бранденбург. Осенью 1946 года на своё первое заседание собрался ландтаг Бранденбурга. После ликвидации Пруссии в июле 1947 года Бранденбург был преобразован в федеральную землю и занимал территорию в 27 612 км². В 1949 году земельные органы власти утратили свои функции с образованием Германской Демократической Республики. В ходе административной реформы 1952 года федеральная земля Бранденбург была разделена на три округа: Котбус, Франкфурт-на-Одере и Потсдам. 3 октября 1990 года федеральная земля Бранденбург была восстановлена. 26 октября 1990 года собрался ландтаг новой федеральной земли. С 1990 года на разных площадках земли Бранденбург проводится ежегодный фестиваль классической музыки — «Бранденбургские летние концерты».

## Политика
Законодательный орган — Ландтаг Бранденбурга (нем. Landtag Brandenburg), избираемый населением, исполнительный орган — Бранденбургское Земельное Правительство (Brandenburgische Landesregierung), избираемое ландтагом, состоящее из Премьер-Министра Земли Бранденбург (Ministerpräsidenten des Landes Brandenburg) и министров Земли Бранденбург, орган конституционного надзора — Конституционный суд Земли Бранденбург (Verfassungsgericht des Landes Brandenburg), высшая судебная инстанция — Бранденбургский высший земельный суд (Brandenburgisches Oberlandesgericht), высшая судебная инстанция административной юстиции — Высший земельный суд Берлина и Бранденбурга (Oberverwaltungsgericht Berlin-Brandenburg).
С 2002 года премьер-министром земли Бранденбург являлся Маттиас Платцек (СДПГ), который в 2004 году был переизбран на новый срок. 20 января 2008 года региональный лидер ХДС Ульрих Юнгханс ушёл с поста главы ХДС после неудачных для партии коммунальных выборов, состоявшихся в сентябре. После его ухода партию возглавила его бывший заместитель Йоханна Ванка.
В результате выборов в ландтаг 27 сентября 2009 года, СДПГ получила 33 процентов голосов избирателей, Левая партия — 27,2 процента, ХДС — 19,8 процентов и СвДП — 7,2 процента. В связи с новым раскладом политических сил в Бранденбурге, руководство СДПГ решило создать коалицию с участием Левой партии. В 2013 году Платцек ушёл в отставку по болезни, его преемником стал Дитмар Войдке.

## Административное деление
Территория Бранденбурга делится на районы (нем. Landkreis) и внерайонные (приравненные к районам) города (нем. Kreisfreie Stadt). Районы в свою очередь делятся на города (нем. Stadt) и общины (нем. Gemeinde), а города и общины — на местные части (нем. Ortsteil).

### Районы и внерайонные города
| Статус            | Герб | Название по-русски       | Название по-немецки             | Индекс автомобильных номеров Германии | Площадь (км²) | Население (по состоянию на 31 декабря 2022 г.) | Административный центр |
| ----------------- | ---- | ------------------------ | ------------------------------- | ------------------------------------- | ------------- | ---------------------------------------------- | ---------------------- |
| Внерайонный город |      | Бранденбург              | Stadt Brandenburg an der Havel  | BRB                                   | 229,71        | 73 609                                         |                        |
| Район             |      | Барним                   | Barnim                          | BAR, BER, EW                          | 1479,69       | 191 849                                        | Эберсвальде            |
| Район             |      | Верхний Хафель           | Landkreis Oberhavel             | OHV                                   | 1808,20       | 218 551                                        | Ораниенбург (город)    |
| Район             |      | Верхний Шпревальд-Лаузиц | Landkreis Oberspreewald-Lausitz | OSL, CA, SFB                          | 1 223,47      | 108 263                                        | Зенфтенберг            |
| Район             |      | Восточный Пригниц-Руппин | Ostprignitz-Ruppin              | OPR, KY, NP, WK                       | 2256,56       | 99 871                                         | Нойруппин              |
| Район             |      | Даме-Шпревальд           | Landkreis Dahme-Spreewald       | LDS, KW, LC, LN                       | 2274,28       | 178 967                                        | Люббен                 |
| Внерайонный город |      | Котбус                   | Stadt Cottbus                   | CB                                    | 165,15        | 99.515                                         |                        |
| Район             |      | Меркиш-Одерланд          | Märkisch-Oderland               | MOL, FRW, SEE, SRB                    | 2158,65       | 200 292                                        | Зелов                  |
| Район             |      | Одер-Шпре                | Oder-Spree                      | LOS, BSK, EH, FW                      | 2256,75       | 182 401                                        | Бесков                 |
| Район             |      | Потсдам-Миттельмарк      | Potsdam-Mittelmark              | PM                                    | 2592,04       | 222 570                                        | Бад-Бельциг            |
| Район             |      | Пригниц                  | Landkreis Prignitz              | PR                                    | 2 138,57      | 76 045                                         | Перлеберг              |
| Район             |      | Тельтов-Флеминг          | Teltow-Fläming                  | TF                                    | 2104,2        | 176 648                                        | Луккенвальде           |
| Район             |      | Уккермарк                | Uckermark                       | UM, ANG, PZ, SDT, TP                  | 3077,03       | 117 845                                        | Пренцлау               |
| Район             |      | Хафельланд               | Havelland                       | HVL, NAU, RN                          | 1727,32       | 169 334                                        | Ратенов                |
| Район             |      | Шпре-Найсе               | Spree-Neiße                     | MOL, FRW, SEE, SRB                    | 1656,98       | 112 493                                        | Форст                  |
| Внерайонный город |      | Потсдам                  | Potsdam                         | P                                     | 188,24        | 185 750                                        |                        |
| Внерайонный город |      | Франкфурт-на-Одере       | Frankfurt an der Oder           | FF                                    | 147,61        | 56 679                                         |                        |
| Район             |      | Эльба-Эльстер            | Elbe-Elster                     | EE, FI, LIB                           | 1899,18       | 100 092                                        | Херцберг               |

### История административного деления
В рамках ГДР, в 1952—1990 годах территория современного Бранденбурга представляла собой три округа: Котбус, Потсдам и Франкфурт.

### Регионы
Бранденбург является частью северной низины с ландшафтами Пригниц, Уккермарк, Ноймарк, Хафельланд, Миттельмарк, Шпреевальд и Нижняя Лужица.

### Местные органы государственной власти
Представительные органы районов — крейстаги (нем. Kreistag), состоящие из ландрата (Landrat) — избираемого населением исполнительного органа и депутатов крейстага (Kreistagsabgeordnete), избираемых населением по пропорциональной системе с закрытым списком, которые из своего состава избирают для ведения заседаний председателя крейстага (Vorsitzender des Kreistages).
Представительные органы городов — городские собрания уполномоченных (Stadtverordnetenversammlung), состоящие из обер-бургомистра (Oberbürgermeister) и городских уполномоченных (Stadtverordneter), избираемых населением по пропорциональной системе с закрытым списком, которые из своего состава избирают для ведения заседаний председателя городского собрания уполномоченных (Vorsitzender der Stadtverordnetenversammlung), исполнительную власть в городе осуществляет обер-бургомистр, избираемый населением.
Представительные органы общин — общинные представительства (Gemeindevertretung), состоящие из бургомистра (Bürgermeister) и общинных представителей (Gemeindevertreter), избираемых населением по пропорциональной системе с закрытым списком, которые из своего состава избирают для ведения заседаний председателя городского представительства (Vorsitzender der Gemeindevertretung), исполнительную власть в общине осуществляет бургомистр, избираемый населением.
Представительные органы местных частей — местные советы (Ortsbeirat), исполнительные — местные старосты (Ortsvorsteher).

## Религия
Большинство верующих — лютеране. Крупнейшая лютеранская деноминация — Евангелическая церковь Берлина-Бранденбурга-Силезской Верхней Лужицы (Evangelische Kirche Berlin-Brandenburg-schlesische Oberlausitz).
Большое значение для местных православных христиан имеет монастырь имени святого Георгия Победоносца в Гетшендорфе. Он существует с 2006 года и окормляет многих иммигрантов из бывшего СНГ, православных немцев и прочих.

## Экономика
- Задолженность: 8,096 € на душу населения (2018)
- Общая задолженность: 20,336 миллиардов €(2015)
- ВВП (номинальный): 69,132 миллиардов €(2017)

В Нижней Лужице находятся рудники бурого угля (у Зенфтенберга) и текстильные фабрики (Губен, Форст, Котбус). Одно из основных мест в экономике занимает аграрный сектор. Важную роль играет лесное хозяйство, так как имеется большое количество лесов. Развито машиностроение, электроника, оптика, пищевая и химическая промышленность.

## Сельское хозяйство
Бранденбург богат лесными ландшафтами, озёрами, болотными участками и сосновыми рощами. Скудная, песочная земля Бранденбурга предназначается в основном для посадки картофеля и ржи. На плодовитой земле Уккермарка и Одербрухса выращивается пшеница, сахарная свёкла и даже табак. Вокруг Берлина и в лесу Шпреевальд распространены также выращивание фруктов и животноводство.